# 喬瓦尼·布拉格林
布魯諾·阿瑪迪歐(Bruno Amadio，1911年11月9日 - 1981年9月22日)，筆名喬瓦尼·布拉格林(Giovanni Bragolin)，是一名義大利畫家與修復師，以其系列畫作《哭泣的男孩》聞名。在都市傳說中，該系列畫作被認為遭到詛咒。
布拉格林是一位受過學術訓練的畫家，在戰後的威尼斯從事繪畫和修復師的工作，並為遊客創作《哭泣的男孩》。 至少有65幅系列繪畫以布拉格林的名義製作，並有許多複製品銷往世界各地。有關布拉格林生平的詳細資料甚少，據傳在1970年代，晚年的他執業於帕多瓦且生活富裕。未經證實的都市傳說則聲稱他於戰後逃往西班牙，以當地一座孤兒院的孩子為模特兒創作《哭泣的男孩》；後該孤兒院毀於一場大火，從而造成《哭泣的男孩》遭詛咒。